# Dýchání buněk (telefonie)
Dýchání buněk (anglicky cell breathing) je mechanismus v celulárních rádiových sítích používajících kódový multiplex (CDMA), který umožňuje převést provoz z přetížených buněk na sousední buňky změnou geografické velikosti služební plochy buněk. Zatímco velikost přetížených buněk se zmenší, velikost sousedních málo zatížených buněk se zvětší, takže převezmou část obsluhovaných stanic, čímž se zajišťuje vyvažování zátěže.